# Nundle
Nundle är en ort i Australien. Den ligger i kommunen Tamworth Municipality och delstaten New South Wales, i den sydöstra delen av landet, omkring 270 kilometer norr om delstatshuvudstaden Sydney.
Trakten runt Nundle är nära nog obefolkad, med mindre än två invånare per kvadratkilometer.. Nundle är det största samhället i trakten.
Trakten runt Nundle består till största delen av jordbruksmark. Genomsnittlig årsnederbörd är 1 277 millimeter. Den regnigaste månaden är februari, med i genomsnitt 228 mm nederbörd, och den torraste är oktober, med 30 mm nederbörd.